# Ždiar
Ždiar este o comună slovacă, aflată în districtul Poprad din regiunea Prešov. Localitatea se află la altitudinea de 896 m deasupra n.m., se întinde pe o suprafață de 27,32 km2 și în 2013 număra 1.379 de locuitori. Se învecinează cu comuna Tatranská Javorina.

## Istoric
Localitatea Ždiar este atestată documentar din 1409.

## Demografie
| An:                | 1994 | 2004   | 2014   | 2024   |
| ------------------ | ---- | ------ | ------ | ------ |
| Număr de persoane: | 1323 | 1330   | 1382   | 1357   |
| Diferență:         |      | +0,52% | +3,90% | −1,80% |

| An:                | 2023 | 2024   |
| ------------------ | ---- | ------ |
| Număr de persoane: | 1363 | 1357   |
| Diferență:         |      | −0,44% |